# Ana de Gran Bretaña
Ana de Gran Bretaña (Londres, 6 de febrero de 1665-Londres, 1 de agosto de 1714) fue reina de Inglaterra, Escocia e Irlanda desde el 8 de marzo de 1702 hasta el 1 de mayo de 1707, y a partir de entonces, reina de Gran Bretaña e Irlanda hasta su muerte. Es por ello que se convirtió en la primera soberana de Gran Bretaña. Fue la última soberana británica de la casa de los Estuardo. La sucedió en el trono su primo segundo, Jorge I, de la casa de Hannover.
Su vida estuvo marcada por muchas crisis relacionadas con la sucesión de la corona. Su padre, el católico Jacobo II, había sido depuesto en 1688; su hermana y su cuñado se convirtieron entonces en los reyes María II y Guillermo III. Debido a que ni ella ni su hermana tuvieran hijos que llegaron a adultos provocó que, sin un heredero protestante, su otro hermano e hijo de Jacobo II, Jacobo Francisco Eduardo, tuviese posibilidad de reclamar la corona. Es por esa razón por lo que el Parlamento aprobó una ley que permitía que el trono pasase a la casa de Wittelsbach. Cuando el Parlamento de Escocia rechazó aceptar la opción del Parlamento inglés, fueron utilizadas varias tácticas coactivas (tales como dañar la economía escocesa poniendo restricciones al comercio), para así asegurarse la cooperación de Escocia. El Acta de Unión de 1707 (que unió Inglaterra y Escocia en Gran Bretaña) fue el resultado de negociaciones subsecuentes.
El reinado de Ana estuvo marcado también por el desarrollo del sistema bipartidista. La reina prefirió en lo personal el partido tory, por lo que sufrió el ataque de los whigs. Su amiga más cercana —y posiblemente su consejera más intrigante e influyente— fue Sarah Jennings, cuyo esposo, John Churchill, 1.er duque de Marlborough, dirigió las tropas inglesas en la guerra de sucesión española.

## Biografía
Ana nació en el palacio de St. James, en Londres, el 6 de febrero de 1665, siendo la cuarta —pero segunda hija sobreviviente— de los ocho hijos de Jacobo, entonces duque de York, futuro rey Jacobo II de Inglaterra, y de Ana Hyde.
Con su hermana mayor, María, fueron las únicas descendientes de los duques de York que llegaron a la edad adulta. Ana sufrió de niña una infección ocular y para el tratamiento médico fue enviada a Francia, donde vivió con su abuela, Enriqueta María de Francia, y al morir ella pasó a residir con su tía, Enriqueta Ana, duquesa de Orleans. En 1670, tras la repentina muerte de su tía, volvió a Inglaterra. Como era tradicional en la familia real, Ana y su hermana María fueron educadas separadas de sus padres, en Richmond (Londres). En torno a 1673, conoció a Sarah Jennings, que se convirtió en su amiga más cercana y una de sus consejeras más intrigante e influyente. Jennings contrajo matrimonio más adelante con John Churchill (futuro duque de Marlborough), que terminó convertido en uno de los generales más destacados del ejército inglés.
En 1672, se hizo pública la conversión de su padre al catolicismo. Sin embargo, de acuerdo con las órdenes del rey Carlos II, Ana y su hermana María fueron educadas como estrictas protestantes. En 1678 Ana acompañó a su madrastra María de Módena a Holanda, y en 1679 se unió a su padre en el exterior y luego en Escocia.

### Su matrimonio con Jorge de Dinamarca

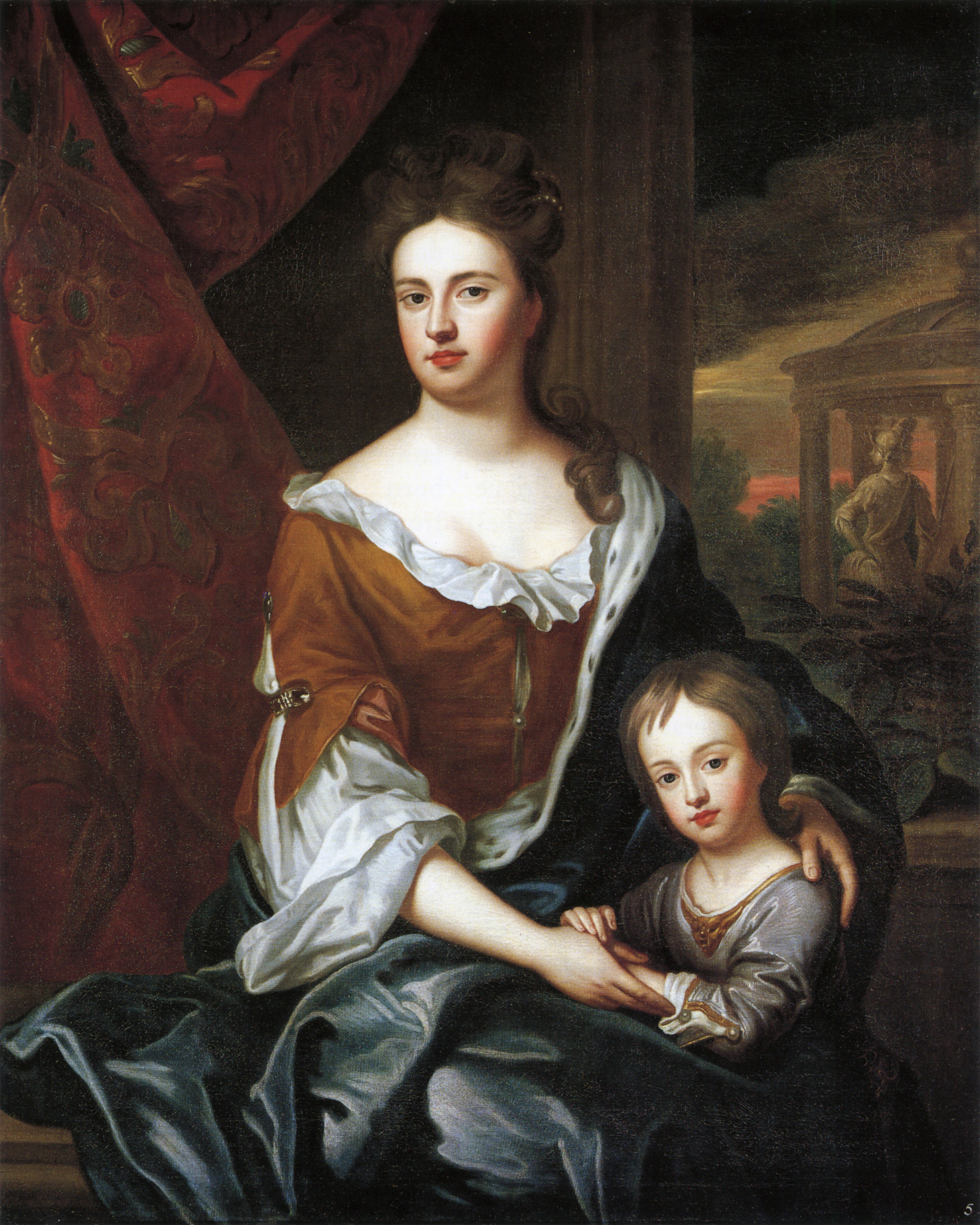
La princesa Ana con su único hijo sobreviviente, el duque de Gloucester. Pintura de Godfrey Kneller, c. 1694

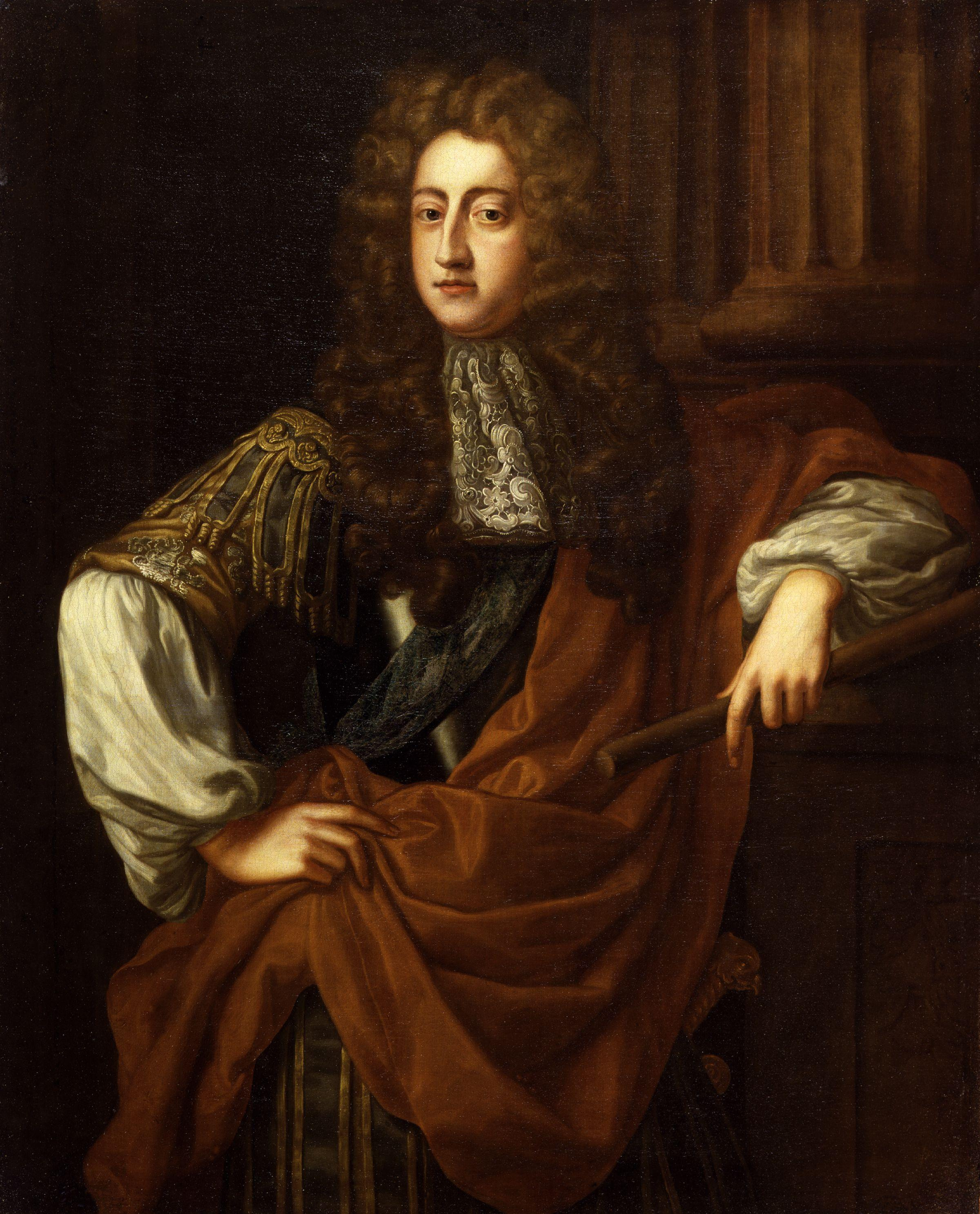
El príncipe Jorge de Dinamarca, su consorte

El 28 de julio de 1683, contrajo matrimonio, en el palacio de St. James de Londres, con el príncipe protestante Jorge de Dinamarca, hermano del rey Cristián V, una unión impopular debido a las inclinaciones francesas de Dinamarca, pero que fue de una gran felicidad doméstica, pues la pareja era de carácter similar y prefería el retiro y la tranquilidad a la vida mundana en la corte.[cita requerida] De este matrimonio fueron concebidos 19 hijos, de los cuales solo uno sobrevivió más allá de los dos años:
- Una hija (n. muerta, 12 de mayo de 1684).
- María (n. palacio de Whitehall, 2 de junio de 1685 – m. castillo de Windsor, 8 de febrero de 1687).
- Ana Sofía (n. castillo de Windsor, 12 de mayo de 1686 – m. castillo de Windsor, 2 de febrero de 1687).
- Un hijo (n. muerto, 21 de enero de 1687).
- Un hijo (n. muerto, 22 de octubre de 1687).
- Un aborto (16 de abril de 1688).
- Un aborto (octubre de 1688).
- Guillermo Enrique (n. Hampton Court, 24 de julio de 1689 – m. castillo de Windsor, 30 de julio de 1700), duque de Gloucester.
- María (n. y m. palacio de St. James, 14 de octubre de 1690).
- Jorge (n. y m. Sion House, Brentford, Middlesex, 17 de abril de 1692).
- Una hija (n. muerta, Berkely House, 23 de marzo de 1693).
- Una hija (n. muerta, 21 de enero de 1694).
- Una hija (n. muerta, 18 de febrero de 1695).
- Un hijo (n. muerto, castillo de Windsor, 25 de marzo de 1696).
- Unos hijos gemelos (n. muertos, 25 de marzo de 1697).
- Un hijo (n. muerto, diciembre de 1697).
- Carlos (n. y m. castillo de Windsor, 15 de septiembre de 1698).
- Un hijo (n. muerto, 25 de enero de 1700).

Su hermana María también se había casado con un príncipe protestante: Guillermo III de Orange. Cuando el rey Carlos II murió en 1685 (convirtiéndose al catolicismo en su lecho de muerte), el padre de Ana ascendió el trono como Jacobo II. Jacobo, deseoso de un sucesor católico, dio a entender a la princesa Ana que intentaría hacerla su heredera (excluyendo a María) con la condición de que abrazara el catolicismo. El proyecto fue en vano por el fervor de Ana hacia la Iglesia de Inglaterra, y más allá de haberle enviado libros y panfletos católicos, Jacobo parece no haber hecho ninguna tentativa de forzar a su hija a un cambio de fe y siguió tratándola con amabilidad.[cita requerida]
La tentativa de Jacobo de conceder la tolerancia religiosa a los católicos no fue bien recibida por los ingleses. La alarma pública aumentó cuando en 1688, la esposa de Jacobo II, María de Módena, dio a luz a un hijo, Jacobo Francisco Eduardo, con lo que llegó a ser evidente el inicio de una dinastía católica. Ana no estuvo presente en la ocasión, pues había ido a Bath, y esto dio lugar a la creencia de que el niño era un impostor. Según los rumores de la corte, un niño recién nacido de otra mujer había sido escondido bajo la cama minutos antes de comenzar el parto de María, haciendo parecer que la reina, en sus dolores de parto simulado (al igual que, según se dijo, su embarazo) había tenido un niño. Ana creyó muchos años este rumor, apoyado por los sectores protestantes de la corte, que consideraban que la intención de Jacobo era excluir a todos los protestantes de los asuntos de Estado. «Ahora nunca estaré satisfecha» —escribió Ana a María—, «lo del niño no sé si es verdadero o falso. Puede que en realidad sea nuestro hermano, pero solo Dios lo sabe... uno no puede dejar de tener mil miedos y pensamientos melancólicos, pero cualesquiera que sean los cambios que puedan suceder, siempre me encontrarás firme en mi religión. Sinceramente». En años posteriores, sin embargo, ella no tuvo ninguna duda de que el Viejo Pretendiente era su hermano.
En 1688 su hermana María y su cuñado Guillermo invadieron Inglaterra para destronar a Jacobo II, quien trató de huir el 11 de diciembre, pero fue capturado; doce días más tarde. Sin embargo, se le permitió exiliarse de forma a Francia, donde residió en uno de los palacios de su primo, el rey Luis XIV.
Durante los acontecimientos inmediatamente anteriores a la Revolución Gloriosa, Ana se mantuvo al margen de todos los acontecimientos, pero su conducta se vio influida probablemente por los Churchill. Jacobo le prohibió realizar una visita a su hermana en la primavera de 1687, aunque ambas mantuvieron correspondencia y, sin ninguna duda, parece que Ana estaba enterada de los planes de Guillermo de derrocar a Jacobo. Cuando Guillermo llegó a Inglaterra el 18 de noviembre de 1688, Ana rechazó alinearse con Jacobo, el rey depuesto, y por consejo de los Churchill escribió al príncipe de Orange, declarando su aprobación a la invasión. Churchill abandonó al rey el 24 de noviembre, el príncipe Jorge lo hizo el 25 y, cuando Jacobo volvió a Londres el 26, encontró que Ana y Sarah Churchill, habían seguido el ejemplo de sus maridos la noche anterior. Escapándose del palacio de Whitehall por una escalera trasera, se pusieron bajo el cuidado del obispo de Londres, pasaron una noche en su casa y llegaron posteriormente el 1 de diciembre a Nottingham, en donde la princesa primero se dio a conocer y designó un consejo. Después pasó por Leicester, Coventry y Warwick, y finalmente entró en Oxford, en donde se encontró con el príncipe Jorge, triunfante, escoltado por una gran compañía. Como María, la censuraron por no demostrar ninguna preocupación por las noticias de la huida del rey, pero su justificación era que «a ella nunca le gustó hacer nada que pudiese parecer una hipocresía». Volvió a Londres el 19 de diciembre, siendo visitada inmediatamente por Guillermo.

### Los nuevos reyes, Guillermo y María
En 1689, se reunió una Convención Parlamentaria y declaró que Jacobo había abdicado durante su huida de Inglaterra y que el trono estaba por lo tanto vacante. La corona fue ofrecida —y aceptada enseguida—, a Guillermo y María, que gobernaron como monarcas de forma conjunta. El Acta de Derechos (Bill of Rights) sancionó la sucesión al trono. La princesa Ana y sus descendientes estarían en la línea de la sucesión después de los posibles hijos de Guillermo y María. Después de ellos, tenía derecho cualquier descendiente de Guillermo en un posible segundo matrimonio.
Poco después de subir al trono, Guillermo y María recompensaron a Lord Churchill concediéndole el condado de Marlborough. El trato que se dio a los Marlborough más adelante no fue, sin embargo, nada amistoso. En 1692, María II lo despidió de todos sus cargos, sospechando que Lord Marlborough era jacobita (es decir, uno de los que creía que Jacobo II era el monarca legítimo). Posteriormente retiraron a Lady Marlborough del servicio a la casa real, lo que motivó que la princesa Ana dejase airadamente su residencia real para trasladarse a Sion House, el hogar de los Marlborough. Entonces privaron a la princesa Ana de su escolta de honor, y prohibieron a los guardias de los palacios reales saludar a su marido como correspondía a su rango.
Cuando María II murió de viruela en 1694, Guillermo III continuó reinando en solitario. Intentando mejorar su prestigio ante los ingleses (que había sido siempre mucho menor que el de su esposa), restauró a Ana en todos sus honores, permitiéndole que residiera en el palacio de St. James. Pero, al mismo tiempo, la mantuvo al margen de todo y evitó designarla regente del reino durante su ausencia. En 1695, Guillermo intentó ganar el favor de Ana restaurando a Lord Marlborough en todos sus cargos. Entonces, Ana concedió toda su ayuda y apoyo al gobierno de Guillermo, aunque en aquel tiempo, en 1696 —al parecer— ella escribió a su padre pidiéndole su consentimiento para tomar la corona a la muerte de Guillermo, y prometiéndole su restauración cuando fuera conveniente. El rumor infundado de que Guillermo contemplaba colocar en la sucesión después de su muerte al hijo de Jacobo, con tal que lo educaran como protestante en Inglaterra, pudo haberla alarmado.
Entretanto, Ana y su esposo Jorge sufrieron de una serie de tragedias personales. Entre 1683 y 1700, la futura reina había quedado embarazada en 18 ocasiones, pero todos los hijos, excepto uno, habían nacido muertos o habían perecido antes de cumplir los 2 años de edad, y también había sufrido varios abortos. El único hijo que sobrevivió los primeros años de infancia, Guillermo, duque de Gloucester, murió a los 11 años de edad, el 29 de julio de 1700, precipitándose una crisis en la sucesión. Guillermo y María no habían tenido hijos; así, la princesa Ana, presunta heredera del trono, era la única que quedaba en la línea de sucesión establecida por el Acta de Derechos. Si la línea de sucesión quedara extinguida totalmente, habría llegado a ser muy simple para el depuesto rey Jacobo II reclamar el trono. Para imposibilitar a un católico obtener la corona, el Parlamento decretó el Acta de Establecimiento (1701), que estipulaba que, a falta de descendientes de la princesa Ana y de Guillermo III en cualquier unión futura, la corona pasaría a Sofía de Wittelsbach, electora de Hannover, y a sus descendientes, por ser la más cercana pariente protestante.
Desde la muerte de su hijo, Ana firma las cartas que escribe a Lady Marlborough como «su pobre desafortunada». A falta de descendencia propia, la opción personal de Ana tendría que haberse inclinado en ese tiempo a su padre o a algún miembro de su familia, que estaba entonces en Saint-Germain-en-Laye. Sin embargo, consciente de la necesidad de un sucesor protestante, consintió el Acta de Establecimiento. No obstante, vistió de luto cuando su padre murió unos meses más tarde, en 1701, si bien no llegó a tener una relación muy cercana con su medio-hermano, el hijo y heredero de Jacobo II, Jacobo Francisco Eduardo (el «Viejo Pretendiente»).

### Ascenso a la corona

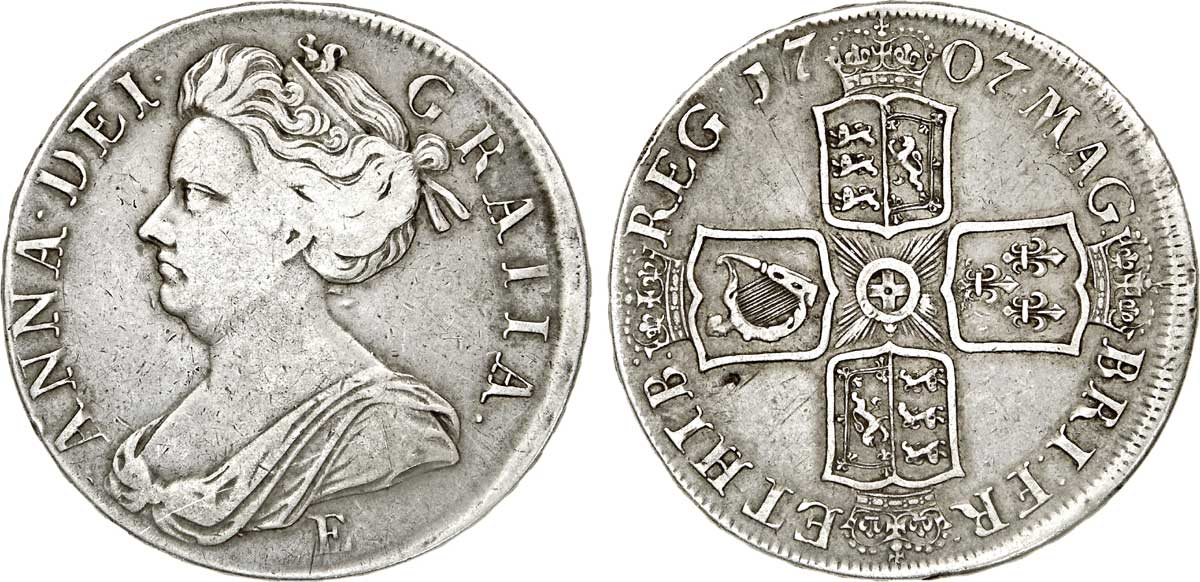
Ana de Gran Bretaña

Guillermo III murió el 8 de marzo de 1702, siendo sucedido por Ana, que fue coronada el 23 de abril en la abadía de Westminster. En ese momento había estallado la guerra de sucesión española, en la que se dirimía el derecho de Felipe, nieto del rey Luis XIV de Francia, de subir al trono español. Aunque Felipe había sido nombrado sucesor en el testamento del anterior rey de España, Carlos II, muchos de los países europeos se habían opuesto, temiendo que la Casa de Borbón acumulara demasiado poder en Europa. El testamento incluyó una cláusula que estipulaba que Felipe debía renunciar a sus derechos al trono de Francia, pero Luis XIV no temía aceptar esta condición, que creía que podía anular en caso de que varios de sus herederos murieran. No se trataba, desde luego, de una preocupación infundada: la viruela había matado a la mayoría de la familia real francesa poco antes su muerte en 1715, dejando el trono a su bisnieto de 5 años, Luis XV. Inglaterra también había sido amenazada por Luis XIV, al ser proclamado Jacobo Estuardo, el Viejo Pretendiente, como «Jacobo III de Inglaterra» a la muerte de Jacobo II. Por lo tanto, Inglaterra apoyó las demandas del rival de Francia, el archiduque Carlos de Habsburgo, el primo austriaco del difunto rey español.
La guerra de sucesión española (conocida en Norteamérica como La Guerra de la reina Ana, la segunda de las guerras indio-francesas) continuaría hasta los últimos años del reinado de Ana, y dominaría la política extranjera y nacional. En 1710 recibiría en Londres la visita de cuatro jefes iroqueses, entre los que se encontraba el mohawk Hendrick Tejonihokarawa.
Poco después de su ascenso al trono, Ana había nombrado lord gran almirante a su marido, dándole el control de la Marina de Guerra Real. Ana dio el control del ejército a Lord Marlborough, designándolo capitán general. Marlborough también recibió numerosos honores de la reina; fue nombrado caballero de la Orden de la Jarretera y fue elevado al rango ducal. La flamante duquesa de Marlborough fue agraciada con el cargo de Señora de los Trajes, el honor más alto al que una dama podía aspirar en la corte.
Ana era favorable al partido Tory, dirigido entonces por Sidney Godolphin, barón Godolphin, entre cuyos miembros solía escoger a su primer ministro. Los whigs —que eran, al contrario de los tories, partidarios vigorosos de la guerra de sucesión española— se convirtieron en un partido mucho más influyente después de que el duque de Marlborough obtuviera una gran victoria en la batalla de Blenheim en 1704. Los whigs se hicieron rápidamente con el poder y pronto, debido a la influencia de Marlborough, expulsaron a casi todos los tories de los ministerios. Lord Godolphin, aunque era un tory, se alió con Marlborough para asegurar su continuidad en el cargo. Si bien Lord Godolphin era el jefe nominal del ministerio, el poder en realidad lo ejercían el duque de Marlborough y los dos secretarios de Estado, Charles Spencer, conde de Sunderland y Robert Harley, conde de Oxford y conde Mortimer. Es de destacar que el hijo de Lord Godolphin estaba casado con una de las hijas del duque de Marlborough, y que Lord Sunderland era también yerno de Marlborough, y no son estos los únicos ejemplos del nepotismo de Marlborough.

### Las tentativas de unificación de los reinos

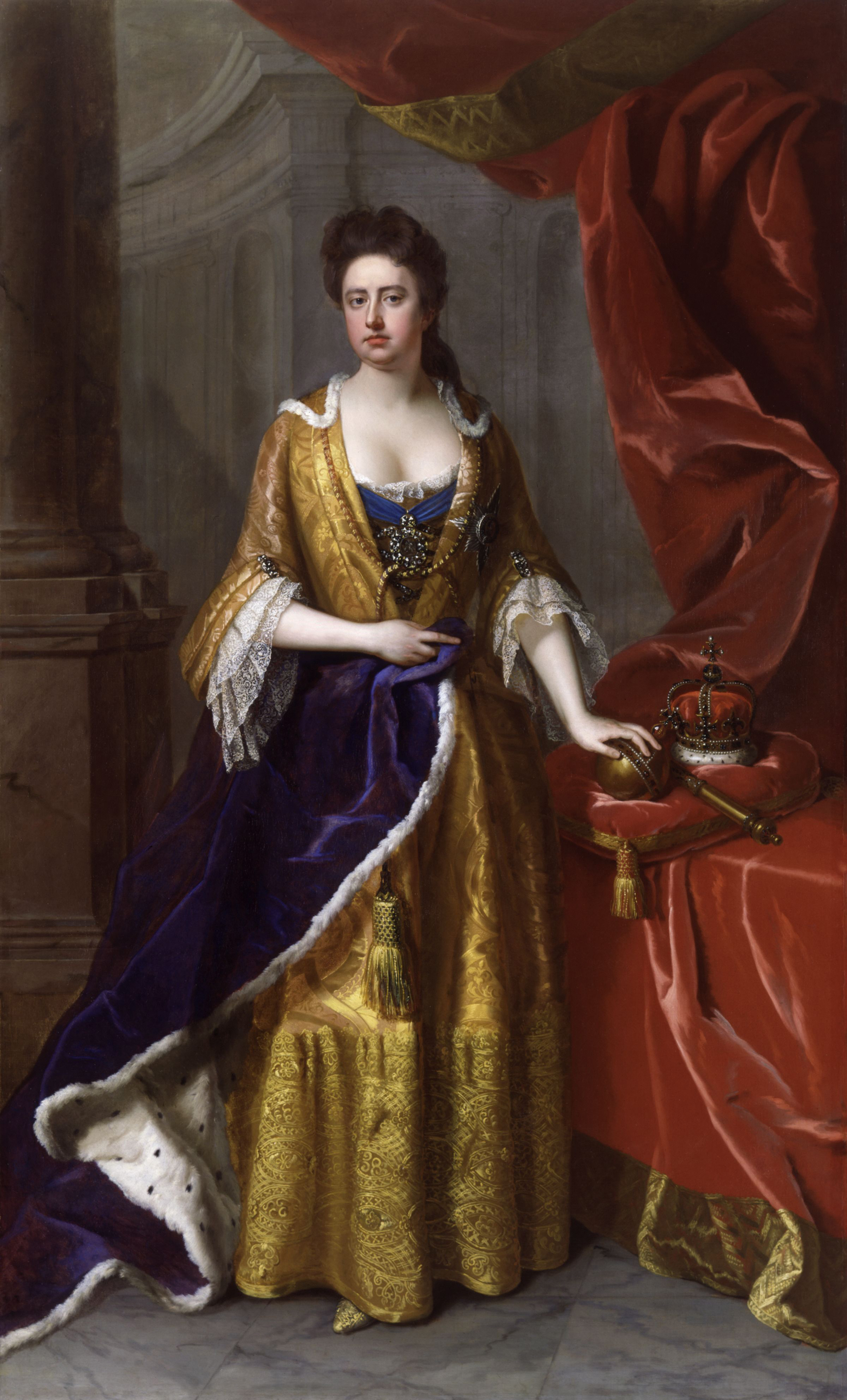
Retrato de la reina, realizado por Michael Dahl, 1705

Los siguientes años del reinado de Ana estuvieron marcados por las tentativas de convertir a Inglaterra y Escocia en un solo reino. Cuando se aprobó el Acta de Establecimiento en 1701, el Parlamento Inglés había cometido la negligencia de no consultar al Parlamento de Escocia o a los Estados de Escocia, que, además, intentaron preservar la dinastía Estuardo. En 1704 se aprobó en Escocia el Acta de Seguridad, en donde se estipulaba que, si la reina moría sin descendencia, se concedería a los Estados el poder de elegir al siguiente monarca escocés de entre los descendientes protestantes de la casa real de Escocia. La persona elegida por los Estados no tenía que ser necesariamente la misma que subiera al trono inglés, a menos que el elegido aceptase varias condiciones religiosas, económicas y políticas. Aunque no era lo políticamente más conveniente, el Acta obtuvo el asentimiento real cuando el Parlamento Escocés amenazó con retirar las tropas escocesas del duque de Marlborough en Europa y negarse a pagar los impuestos. El Parlamento Inglés —que temía que una Escocia independiente restaurara la Alianza de Auld con Francia— respondió con el Acta de Alienación (1705), que impuso grandes sanciones económicas y por la cual los súbditos escoceses serían declarados extranjeros (quedando con el grave peligro de perder las propiedades que tuvieran en Inglaterra), a menos que Escocia aprobara el Acta de Seguridad o aceptara la unión con Inglaterra. Los Estados eligieron la segunda opción, y se designaron comisionados para negociar los términos de la unión. Los Artículos de la Unión fueron aprobados por los comisionados el 22 de julio de 1706, y fueron aceptados por el Parlamento Escocés (pese a una oposición abrumadora de la mayoría de escoceses)[cita requerida] el 16 de enero de 1707. De acuerdo con el Acta, Inglaterra y Escocia se convirtieron en un solo reino llamado Gran Bretaña el 1 de mayo de 1707.
Las relaciones de la reina con la duquesa de Marlborough comenzaron a deteriorarse a partir de 1707. La duquesa había probado ser una intrigante, y había sido desplazada del favor real por otra de las amigas de la reina, como Abigail Masham. Lady Masham, prima de la duquesa de Marlborough, estaba también emparentada con uno de los ministros whig de Ana, Robert Harley. Con la ayuda de Lady Masham, Harley ejerció una gran influencia sobre la reina. Al ver el nuevo poder que ejercía Harley, Lord Godolphin y el duque de Marlborough se mostraron profundamente celosos, buscando entonces su despido. Ana fue obligada a aceptar la dimisión de Harley en 1708. Un grupo de cinco whigs —Lord Sunderland, Thomas Wharton, conde de Wharton, John Somers, barón Somers, Charles Montagu, barón Halifax y Robert Walpole— dominaron la política, siendo conocidos como «La Junta». Además, Harley continuó conservando su influencia en la reina como consejero privado.
El marido de Ana, Jorge de Dinamarca, murió el 28 de octubre de 1708. Su dirección en el Ministerio de Marina era impopular entre los líderes whig; mientras estaba en su lecho de muerte, algunos whigs comenzaron a preparar una moción para solicitar que fuera apartado de su cargo de lord gran almirante. La reina se vio obligada a apelar al duque de Marlborough para asegurarse de que la moción no fuera realizada. Después de la muerte de su marido, sin embargo, Ana se distanció aún más de la duquesa de Marlborough, prefiriendo la compañía de Abigail Masham. La reina terminó su amistad con Lady Marlborough en 1709.
La caída de los whigs se dio rápidamente a la par que la costosa guerra de sucesión española se volvía cada vez más impopular en Inglaterra; Robert Harley era particularmente hábil al usar el coste de la guerra para motivar al electorado e inclinarlo a su favor. Se desató el furor público después de que Henry Sacheverell, un clérigo tory que atacaba el gobierno whig por la tolerancia hacia los disidentes religiosos, fuera procesado por el cargo de sedición. Para mayor humillación de los whigs, no se pudo obtener la sentencia deseada; Sacheverell fue simplemente suspendido de predicar durante tres años, y no tuvo que enfrentarse a ninguna pena de cárcel, como algunos whigs habían esperado. En las elecciones generales de 1710, un populacho descontento votó a favor de los tories, los cuales ganaron por una amplia mayoría.

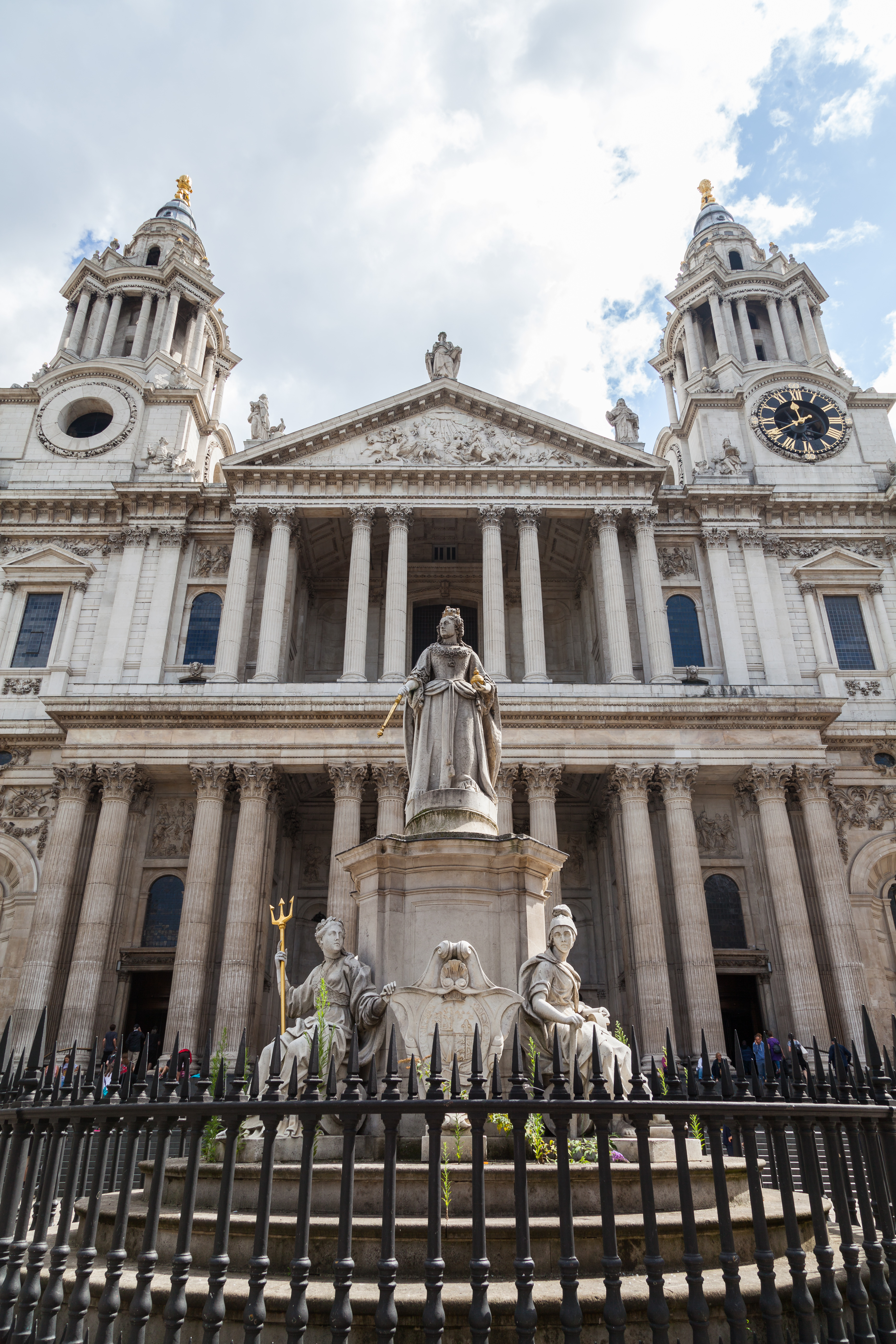
Estatua de la reina Ana, delante de la catedral de San Pablo, Londres (Inglaterra)

Marlborough seguía siendo demasiado influyente para ser apartado de sus cargos, pero sus parientes pronto comenzaron a perder sus puestos. Lord Godolphin fue despedido el 7 de agosto de 1710; el nuevo ministerio fue dirigido por Roberto Harley e incluyó a Henry St John. El nuevo gobierno tory comenzó a buscar la paz en la guerra de sucesión española, porque (como lo probaran los últimos acontecimientos) la victoria de Austria (aliada de Gran Bretaña) sería tan perjudicial para los intereses británicos como si ganara Francia. Los tories estaban listos para firmar la paz, aceptando que el nieto del rey francés subiera al trono de España, pese a la fuerte oposición de los whigs, que no querían ver a un Borbón en el trono español.
El conflicto fue resuelto por acontecimientos exteriores: el hermano mayor del archiduque Carlos (a quién los whigs apoyaban), el emperador José I, murió de viruelas en 1711 y el archiduque Carlos heredó entonces Austria, Hungría y el trono Imperial. Darle también el trono español —a lo cual él había aspirado todo este tiempo—, dejó de ser importante para Gran Bretaña, pues esto lo hubiera hecho demasiado poderoso. Pero cuando el Tratado de Utrecht (1713) fue enviado a Inglaterra para la ratificación del Parlamento, los whigs idearon la forma de frenar las ambiciones del Borbón. En la Cámara de los Comunes, la mayoría tory era inatacable, pero no sucedía lo mismo en la Cámara de los Lores. Para bloquear el plan de paz, los whigs se aliaron con Daniel Finch, conde de Nottingham y los tories que tenía asociados entre los Lores. Viendo la necesidad de una acción decisiva, la reina y su ministerio despidieron al duque de Marlborough, concediendo el mando de las tropas británicas a James Butler, II duque de Ormonde. Para borrar a la mayoría whig de la Cámara de los Lores, la reina Ana nombró doce nuevos pares (uno los cuales era el marido de Abigail Masham) en un solo día. El nombramiento simultáneo de tantos pares era algo sin precedentes; de hecho, Isabel I había concedido menos títulos nobiliarios en casi cincuenta años de reinado que Ana en un solo día.

### Fin de la guerra de sucesión española
Bajo los términos del tratado de Utrecht, a Felipe, nieto del rey francés Luis XIV, le fue permitido permanecer en el trono de España, y conservar los virreinatos del Nuevo Mundo. El resto de la herencia española, sin embargo, fue dividida entre varios príncipes europeos. Gran Bretaña obtuvo los territorios españoles de Gibraltar y de Menorca. Varias colonias francesas en Norteamérica fueron también cedidas a Gran Bretaña. Así terminaba la intervención inglesa en la guerra de sucesión española.

### Muerte
La reina cayó enferma en el palacio de Kensington víctima de un ataque de gota que se complicó con infecciones por erisipelas. Los episodios febriles y los abscesos consiguientes desembocaron en un accidente cerebrovascular que acabó con su vida a las 7:30 AM del domingo 1 de agosto de 1714. Ana tenía 49 años de edad, pero su cuerpo estaba tan hinchado que cuando fue enterrada en la abadía de Westminster se tuvo que utilizar un ataúd dos veces más ancho de lo normal.

## Títulos y tratamientos
| ● 26 de febrero de 1665-28 de julio de 1683: | Su alteza la Sta. Ana                       |
| ● 28 de julio de 1683-8 de marzo de 1702:    | Su alteza real la princesa Ana de Dinamarca |
| ● 8 de marzo de 1702-1 de agosto de 1714:    | Su majestad la reina                        |

## Ancestros
| \| \| \| \| \| \| \| \| \| \| \| \| \| \| \| \| \| \| \| \| 16. Enrique Estuardo, Lord Darnley \| \| \| \| \| \| \| \| \| \| \| \| \| \| \| \| \| \| \| \| \| \| \| \| \| \| \| \| \| \| \| \| \| \| \| \| \| \| \| \| \| \| \| \| \| \| \| \| \| \| \| \| \| \| 8. Jacobo I de Inglaterra \| \| \| \| \| \| \| \| \| \| \| \| \| \| \| \| \| \| \| \| \| \| \| \| \| \| \| \| \| \| \| \| \| \| \| \| \| \| \| \| \| \| \| \| \| \| \| \| \| \| \| \| \| \| 17. María I de Escocia \| \| \| \| \| \| \| \| \| \| \| \| \| \| \| \| \| \| \| \| \| \| \| \| \| \| \| \| \| \| \| \| \| \| \| \| \| \| \| \| \| \| \| \| \| \| \| \| \| \| \| \| \| \| 4. Carlos I de Inglaterra \| \| \| \| \| \| \| \| \| \| \| \| \| \| \| \| \| \| \| \| \| \| \| \| \| \| \| \| \| \| \| \| \| \| \| \| \| \| \| \| \| \| \| \| \| \| \| \| \| \| \| \| \| \| 18. Federico II de Dinamarca \| \| \| \| \| \| \| \| \| \| \| \| \| \| \| \| \| \| \| \| \| \| \| \| \| \| \| \| \| \| \| \| \| \| \| \| \| \| \| \| \| \| \| \| \| \| \| \| \| \| \| \| \| \| 9. Ana de Dinamarca \| \| \| \| \| \| \| \| \| \| \| \| \| \| \| \| \| \| \| \| \| \| \| \| \| \| \| \| \| \| \| \| \| \| \| \| \| \| \| \| \| \| \| \| \| \| \| \| \| \| \| \| \| \| 19. Sofía de Mecklemburgo-Güstrow \| \| \| \| \| \| \| \| \| \| \| \| \| \| \| \| \| \| \| \| \| \| \| \| \| \| \| \| \| \| \| \| \| \| \| \| \| \| \| \| \| \| \| \| \| \| \| \| \| \| \| \| \| \| 2. Jacobo II de Inglaterra \| \| \| \| \| \| \| \| \| \| \| \| \| \| \| \| \| \| \| \| \| \| \| \| \| \| \| \| \| \| \| \| \| \| \| \| \| \| \| \| \| \| \| \| \| \| \| \| \| \| \| \| \| \| 20. Antonio de Borbón \| \| \| \| \| \| \| \| \| \| \| \| \| \| \| \| \| \| \| \| \| \| \| \| \| \| \| \| \| \| \| \| \| \| \| \| \| \| \| \| \| \| \| \| \| \| \| \| \| \| \| \| \| \| 10. Enrique IV de Francia \| \| \| \| \| \| \| \| \| \| \| \| \| \| \| \| \| \| \| \| \| \| \| \| \| \| \| \| \| \| \| \| \| \| \| \| \| \| \| \| \| \| \| \| \| \| \| \| \| \| \| \| \| \| 21. Juana III de Navarra \| \| \| \| \| \| \| \| \| \| \| \| \| \| \| \| \| \| \| \| \| \| \| \| \| \| \| \| \| \| \| \| \| \| \| \| \| \| \| \| \| \| \| \| \| \| \| \| \| \| \| \| \| \| 5. Enriqueta María de Francia \| \| \| \| \| \| \| \| \| \| \| \| \| \| \| \| \| \| \| \| \| \| \| \| \| \| \| \| \| \| \| \| \| \| \| \| \| \| \| \| \| \| \| \| \| \| \| \| \| \| \| \| \| \| 22. Francisco I de Médici \| \| \| \| \| \| \| \| \| \| \| \| \| \| \| \| \| \| \| \| \| \| \| \| \| \| \| \| \| \| \| \| \| \| \| \| \| \| \| \| \| \| \| \| \| \| \| \| \| \| \| \| \| \| 11. María de Médici \| \| \| \| \| \| \| \| \| \| \| \| \| \| \| \| \| \| \| \| \| \| \| \| \| \| \| \| \| \| \| \| \| \| \| \| \| \| \| \| \| \| \| \| \| \| \| \| \| \| \| \| \| \| 23. Juana de Habsburgo-Jagellón \| \| \| \| \| \| \| \| \| \| \| \| \| \| \| \| \| \| \| \| \| \| \| \| \| \| \| \| \| \| \| \| \| \| \| \| \| \| \| \| \| \| \| \| \| \| \| \| \| \| \| \| \| \| 1. Ana de Gran Bretaña \| \| \| \| \| \| \| \| \| \| \| \| \| \| \| \| \| \| \| \| \| \| \| \| \| \| \| \| \| \| \| \| \| \| \| \| \| \| \| \| \| \| \| \| \| \| \| \| \| \| \| \| \| \| 24. Lawrence Hyde \| \| \| \| \| \| \| \| \| \| \| \| \| \| \| \| \| \| \| \| \| \| \| \| \| \| \| \| \| \| \| \| \| \| \| \| \| \| \| \| \| \| \| \| \| \| \| \| \| \| \| \| \| \| 12. Henry Hyde (m. 1634) \| \| \| \| \| \| \| \| \| \| \| \| \| \| \| \| \| \| \| \| \| \| \| \| \| \| \| \| \| \| \| \| \| \| \| \| \| \| \| \| \| \| \| \| \| \| \| \| \| \| \| \| \| \| 25. Anne Sibell \| \| \| \| \| \| \| \| \| \| \| \| \| \| \| \| \| \| \| \| \| \| \| \| \| \| \| \| \| \| \| \| \| \| \| \| \| \| \| \| \| \| \| \| \| \| \| \| \| \| \| \| \| \| 6. Edward Hyde, primer conde de Clarendon \| \| \| \| \| \| \| \| \| \| \| \| \| \| \| \| \| \| \| \| \| \| \| \| \| \| \| \| \| \| \| \| \| \| \| \| \| \| \| \| \| \| \| \| \| \| \| \| \| \| \| \| \| \| 26. Edward Langford \| \| \| \| \| \| \| \| \| \| \| \| \| \| \| \| \| \| \| \| \| \| \| \| \| \| \| \| \| \| \| \| \| \| \| \| \| \| \| \| \| \| \| \| \| \| \| \| \| \| \| \| \| \| 13. Mary Langford \| \| \| \| \| \| \| \| \| \| \| \| \| \| \| \| \| \| \| \| \| \| \| \| \| \| \| \| \| \| \| \| \| \| \| \| \| \| \| \| \| \| \| \| \| \| \| \| \| \| \| \| \| \| 27. Mary Hyde \| \| \| \| \| \| \| \| \| \| \| \| \| \| \| \| \| \| \| \| \| \| \| \| \| \| \| \| \| \| \| \| \| \| \| \| \| \| \| \| \| \| \| \| \| \| \| \| \| \| \| \| \| \| 3. Ana Hyde \| \| \| \| \| \| \| \| \| \| \| \| \| \| \| \| \| \| \| \| \| \| \| \| \| \| \| \| \| \| \| \| \| \| \| \| \| \| \| \| \| \| \| \| \| \| \| \| \| \| \| \| \| \| 28. William Aylesbury \| \| \| \| \| \| \| \| \| \| \| \| \| \| \| \| \| \| \| \| \| \| \| \| \| \| \| \| \| \| \| \| \| \| \| \| \| \| \| \| \| \| \| \| \| \| \| \| \| \| \| \| \| \| 14. Thomas Aylesbury \| \| \| \| \| \| \| \| \| \| \| \| \| \| \| \| \| \| \| \| \| \| \| \| \| \| \| \| \| \| \| \| \| \| \| \| \| \| \| \| \| \| \| \| \| \| \| \| \| \| \| \| \| \| 29. Anne Poole \| \| \| \| \| \| \| \| \| \| \| \| \| \| \| \| \| \| \| \| \| \| \| \| \| \| \| \| \| \| \| \| \| \| \| \| \| \| \| \| \| \| \| \| \| \| \| \| \| \| \| \| \| \| 7. Frances Hyde \| \| \| \| \| \| \| \| \| \| \| \| \| \| \| \| \| \| \| \| \| \| \| \| \| \| \| \| \| \| \| \| \| \| \| \| \| \| \| \| \| \| \| \| \| \| \| \| \| \| \| \| \| \| 30. Francis Denman \| \| \| \| \| \| \| \| \| \| \| \| \| \| \| \| \| \| \| \| \| \| \| \| \| \| \| \| \| \| \| \| \| \| \| \| \| \| \| \| \| \| \| \| \| \| \| \| \| \| \| \| \| \| 15. Anne Denman \| \| \| \| \| \| \| \| \| \| \| \| \| \| \| \| \| \| \| \| \| \| \| \| \| \| \| \| \| \| \| \| \| \| \| \| \| \| \| \| \| \| \| \| \| \| \| \| \| \| \| \| \| \| 31. Anne Blount \| \| \| \| \| \| \| \| \| \| \| \| \| \| \| \| \| \| \| \| \| \| \| \| \| \| \| \| \| \| \| \| \| \| \| \| \| \| \| \| \| \| \| \| \| \| \| \| \| \| \| \| |                                           |  |  |  |  |  |  |  |  |  |  |  |  |  |  |  |
| |                                           |  |  |  |  |  |  |  |  |  |  |  |  |  |  |  |
| | 16. Enrique Estuardo, Lord Darnley        |  |  |  |  |  |  |  |  |  |  |  |  |  |  |  |
| |                                           |  |  |  |  |  |  |  |  |  |  |  |  |  |  |  |
| |                                           |  |  |  |  |  |  |  |  |  |  |  |  |  |  |  |
| | 8. Jacobo I de Inglaterra                 |  |  |  |  |  |  |  |  |  |  |  |  |  |  |  |
| |                                           |  |  |  |  |  |  |  |  |  |  |  |  |  |  |  |
| |                                           |  |  |  |  |  |  |  |  |  |  |  |  |  |  |  |
| | 17. María I de Escocia                    |  |  |  |  |  |  |  |  |  |  |  |  |  |  |  |
| |                                           |  |  |  |  |  |  |  |  |  |  |  |  |  |  |  |
| |                                           |  |  |  |  |  |  |  |  |  |  |  |  |  |  |  |
| | 4. Carlos I de Inglaterra                 |  |  |  |  |  |  |  |  |  |  |  |  |  |  |  |
| |                                           |  |  |  |  |  |  |  |  |  |  |  |  |  |  |  |
| |                                           |  |  |  |  |  |  |  |  |  |  |  |  |  |  |  |
| | 18. Federico II de Dinamarca              |  |  |  |  |  |  |  |  |  |  |  |  |  |  |  |
| |                                           |  |  |  |  |  |  |  |  |  |  |  |  |  |  |  |
| |                                           |  |  |  |  |  |  |  |  |  |  |  |  |  |  |  |
| | 9. Ana de Dinamarca                       |  |  |  |  |  |  |  |  |  |  |  |  |  |  |  |
| |                                           |  |  |  |  |  |  |  |  |  |  |  |  |  |  |  |
| |                                           |  |  |  |  |  |  |  |  |  |  |  |  |  |  |  |
| | 19. Sofía de Mecklemburgo-Güstrow         |  |  |  |  |  |  |  |  |  |  |  |  |  |  |  |
| |                                           |  |  |  |  |  |  |  |  |  |  |  |  |  |  |  |
| |                                           |  |  |  |  |  |  |  |  |  |  |  |  |  |  |  |
| | 2. Jacobo II de Inglaterra                |  |  |  |  |  |  |  |  |  |  |  |  |  |  |  |
| |                                           |  |  |  |  |  |  |  |  |  |  |  |  |  |  |  |
| |                                           |  |  |  |  |  |  |  |  |  |  |  |  |  |  |  |
| | 20. Antonio de Borbón                     |  |  |  |  |  |  |  |  |  |  |  |  |  |  |  |
| |                                           |  |  |  |  |  |  |  |  |  |  |  |  |  |  |  |
| |                                           |  |  |  |  |  |  |  |  |  |  |  |  |  |  |  |
| | 10. Enrique IV de Francia                 |  |  |  |  |  |  |  |  |  |  |  |  |  |  |  |
| |                                           |  |  |  |  |  |  |  |  |  |  |  |  |  |  |  |
| |                                           |  |  |  |  |  |  |  |  |  |  |  |  |  |  |  |
| | 21. Juana III de Navarra                  |  |  |  |  |  |  |  |  |  |  |  |  |  |  |  |
| |                                           |  |  |  |  |  |  |  |  |  |  |  |  |  |  |  |
| |                                           |  |  |  |  |  |  |  |  |  |  |  |  |  |  |  |
| | 5. Enriqueta María de Francia             |  |  |  |  |  |  |  |  |  |  |  |  |  |  |  |
| |                                           |  |  |  |  |  |  |  |  |  |  |  |  |  |  |  |
| |                                           |  |  |  |  |  |  |  |  |  |  |  |  |  |  |  |
| | 22. Francisco I de Médici                 |  |  |  |  |  |  |  |  |  |  |  |  |  |  |  |
| |                                           |  |  |  |  |  |  |  |  |  |  |  |  |  |  |  |
| |                                           |  |  |  |  |  |  |  |  |  |  |  |  |  |  |  |
| | 11. María de Médici                       |  |  |  |  |  |  |  |  |  |  |  |  |  |  |  |
| |                                           |  |  |  |  |  |  |  |  |  |  |  |  |  |  |  |
| |                                           |  |  |  |  |  |  |  |  |  |  |  |  |  |  |  |
| | 23. Juana de Habsburgo-Jagellón           |  |  |  |  |  |  |  |  |  |  |  |  |  |  |  |
| |                                           |  |  |  |  |  |  |  |  |  |  |  |  |  |  |  |
| |                                           |  |  |  |  |  |  |  |  |  |  |  |  |  |  |  |
| | 1. Ana de Gran Bretaña                    |  |  |  |  |  |  |  |  |  |  |  |  |  |  |  |
| |                                           |  |  |  |  |  |  |  |  |  |  |  |  |  |  |  |
| |                                           |  |  |  |  |  |  |  |  |  |  |  |  |  |  |  |
| | 24. Lawrence Hyde                         |  |  |  |  |  |  |  |  |  |  |  |  |  |  |  |
| |                                           |  |  |  |  |  |  |  |  |  |  |  |  |  |  |  |
| |                                           |  |  |  |  |  |  |  |  |  |  |  |  |  |  |  |
| | 12. Henry Hyde (m. 1634)                  |  |  |  |  |  |  |  |  |  |  |  |  |  |  |  |
| |                                           |  |  |  |  |  |  |  |  |  |  |  |  |  |  |  |
| |                                           |  |  |  |  |  |  |  |  |  |  |  |  |  |  |  |
| | 25. Anne Sibell                           |  |  |  |  |  |  |  |  |  |  |  |  |  |  |  |
| |                                           |  |  |  |  |  |  |  |  |  |  |  |  |  |  |  |
| |                                           |  |  |  |  |  |  |  |  |  |  |  |  |  |  |  |
| | 6. Edward Hyde, primer conde de Clarendon |  |  |  |  |  |  |  |  |  |  |  |  |  |  |  |
| |                                           |  |  |  |  |  |  |  |  |  |  |  |  |  |  |  |
| |                                           |  |  |  |  |  |  |  |  |  |  |  |  |  |  |  |
| | 26. Edward Langford                       |  |  |  |  |  |  |  |  |  |  |  |  |  |  |  |
| |                                           |  |  |  |  |  |  |  |  |  |  |  |  |  |  |  |
| |                                           |  |  |  |  |  |  |  |  |  |  |  |  |  |  |  |
| | 13. Mary Langford                         |  |  |  |  |  |  |  |  |  |  |  |  |  |  |  |
| |                                           |  |  |  |  |  |  |  |  |  |  |  |  |  |  |  |
| |                                           |  |  |  |  |  |  |  |  |  |  |  |  |  |  |  |
| | 27. Mary Hyde                             |  |  |  |  |  |  |  |  |  |  |  |  |  |  |  |
| |                                           |  |  |  |  |  |  |  |  |  |  |  |  |  |  |  |
| |                                           |  |  |  |  |  |  |  |  |  |  |  |  |  |  |  |
| | 3. Ana Hyde                               |  |  |  |  |  |  |  |  |  |  |  |  |  |  |  |
| |                                           |  |  |  |  |  |  |  |  |  |  |  |  |  |  |  |
| |                                           |  |  |  |  |  |  |  |  |  |  |  |  |  |  |  |
| | 28. William Aylesbury                     |  |  |  |  |  |  |  |  |  |  |  |  |  |  |  |
| |                                           |  |  |  |  |  |  |  |  |  |  |  |  |  |  |  |
| |                                           |  |  |  |  |  |  |  |  |  |  |  |  |  |  |  |
| | 14. Thomas Aylesbury                      |  |  |  |  |  |  |  |  |  |  |  |  |  |  |  |
| |                                           |  |  |  |  |  |  |  |  |  |  |  |  |  |  |  |
| |                                           |  |  |  |  |  |  |  |  |  |  |  |  |  |  |  |
| | 29. Anne Poole                            |  |  |  |  |  |  |  |  |  |  |  |  |  |  |  |
| |                                           |  |  |  |  |  |  |  |  |  |  |  |  |  |  |  |
| |                                           |  |  |  |  |  |  |  |  |  |  |  |  |  |  |  |
| | 7. Frances Hyde                           |  |  |  |  |  |  |  |  |  |  |  |  |  |  |  |
| |                                           |  |  |  |  |  |  |  |  |  |  |  |  |  |  |  |
| |                                           |  |  |  |  |  |  |  |  |  |  |  |  |  |  |  |
| | 30. Francis Denman                        |  |  |  |  |  |  |  |  |  |  |  |  |  |  |  |
| |                                           |  |  |  |  |  |  |  |  |  |  |  |  |  |  |  |
| |                                           |  |  |  |  |  |  |  |  |  |  |  |  |  |  |  |
| | 15. Anne Denman                           |  |  |  |  |  |  |  |  |  |  |  |  |  |  |  |
| |                                           |  |  |  |  |  |  |  |  |  |  |  |  |  |  |  |
| |                                           |  |  |  |  |  |  |  |  |  |  |  |  |  |  |  |
| | 31. Anne Blount                           |  |  |  |  |  |  |  |  |  |  |  |  |  |  |  |
| |                                           |  |  |  |  |  |  |  |  |  |  |  |  |  |  |  |
| |                                           |  |  |  |  |  |  |  |  |  |  |  |  |  |  |  |